# Viktor Moesjtakov
Viktor Aleksejevitsj Moesjtakov (Russisch: Виктор Алексеевич Муштаков) (Barnaoel, 19 december 1996) is een Russische langebaanschaatser.
Moesjtakov nam niet deel aan het WK Sprint in 2022, omdat deelname door ISU werd verboden. Dit als onderdeel van sancties tegen Rusland en Wit-Rusland na de Russische invasie van Oekraïne. 

## Persoonlijke records
| Afstand    | Tijd    | Datum            | Baan           |
| ---------- | ------- | ---------------- | -------------- |
| 500 meter  | 33,90   | 12 december 2021 | Calgary        |
| 1000 meter | 1.07,34 | 15 februari 2020 | Salt Lake City |
| 1500 meter | 1.50,06 | 23 oktober 2019  | Kolomna        |
| 3000 meter | 4.02,98 | 10 oktober 2015  | Kolomna        |
| 5000 meter | 7.12,75 | 4 februari 2016  | Moskou         |

(laatst bijgewerkt: 12 december 2021)

## Resultaten
| Jaar | EK Sprint            | WK Sprint            | WK Afstanden                     | Olympische Spelen | WK Junioren                 |
| ---- | -------------------- | -------------------- | -------------------------------- | ----------------- | --------------------------- |
| 2015 |                      |                      |                                  |                   | 14e 1000m 32e 1500m         |
| 2016 |                      |                      |                                  |                   | 15e 500m 8e 1000m 15e 1500m |
|      |                      |                      |                                  |                   |                             |
| 2019 |                      | 9e (5e, 9e, 7e, 10e) | 500m · 7e 1000m · teamsprint     |                   |                             |
| 2020 |                      | NS2 (6e, DNS, -, -)  | 4e 500m 11e 1000m DNF teamsprint |                   |                             |
| 2021 | NF4 · (, 8e, 4e, NF) |                      | 6e 1000m                         |                   |                             |
| 2022 |                      |                      |                                  | 9e 500m 8e 1000m  |                             |

(#, #, #, #) = afstandspositie op sprinttoernooi (500m, 1000m, 500m, 1000m).